# Tuncer Ören
Tuncer Ören (nació en torno a 1935 en Estambul) de nacionalidad canadiense y turca. Es ingeniero de sistemas, profesor emérito de Ciencias de la Computación en la Escuela de Ingeniería Eléctrica y Ciencias de la Computación (EECS) de la Universidad de Ottawa, Canadá, y director de la Red McLeod de Modelado y Simulación (M & SNet) del SCS. Es conocido por sus contribuciones a la metodología de modelado y simulación.

## Biografía
Ören recibió su maestría en Ingeniería Mecánica en la Universidad Técnica de Estambul, y su doctorado en Ingeniería de Sistemas por la Universidad de Arizona, bajo la tutoría de A. Wayne Wymore.
Ören comenzó su vida laboral en la industria en 1963 como Ingeniero de Sistemas para IBM Türk en Estambul, donde coordinó esfuerzos con la industria textil y la educación. En 1970, comenzó su carrera académica como profesor asistente en el Departamento de Ciencias de la Computación de la Universidad de Ottawa, donde en 1981 ocupó el puesto de profesor titular. Ha sido profesor visitante en la Comisión Nacional de Actividades Espaciales de Brasil, São José dos Campos, São Paulo, Brasil en 1971; en el Instituto de Ciencias de Sistemas, Universidad Johannes Kepler, Linz, Austria en 1983; en la Universidad Técnica de Medio Oriente, Ankara, Turquía en 1983 y 1991; en la Universidad de Viena, Austria en 1984-85; y en la Universidad Paul Cézanne - Aix Marseille 3, Marsella desde 2004.
Őren ha sido galardonado con el premio SCS Modeling and Simulation Hall of Fame del tipo Lifetime Achievement Award, y el "Information Age Award" del Ministerio de Cultura de Turquía.

## Publicaciones
Ören es autor de más de 475 publicaciones, entre las cuales se cuentan:
- 1979. Simulation and model-based methodologies: an integrative view. With M.S. Elzas, and B.P Zeigler. Springer-Verlag New York, Inc.
- 2000. Theory of Modeling and Simulation: Integrating Discrete Event and Continuous Complex Systems With H. Praehofer, T.G. Kim. San Diego, CA: John Wiley..

Artículos, una selección:
- 1984. "Concepts and criteria to assess acceptability of simulation studies: a frame of reference", in Communications of the ACM 24 (4), 180-189
- 2000. "Concepts for advanced simulation methodologies" With B.P. Zeigler in: Simulation 32 (3), p. 69-82
- 2001. "Advances in Computer and Information Sciences: From Abacus to Holonic Agents." Turk J Elec Engin Vol 9 (1) p. 63–70
- 2006. "Prospective Issues in Simulation Model Composability: Basic Concepts to Advance Theory, Methodology, and Technology", with Levent Yilmaz in: Modeling and Simulation Journal Online